# چی‌کوآلاکوآلا، موزامبیک
چی‌کوآلاکوآلا (به لاتین: Chicualacuala) یک منطقهٔ مسکونی در موزامبیک است که در Chicualacuala District واقع شده‌است.
 چی‌کوآلاکوآلا   ۴۴۸ متر بالاتر از سطح دریا واقع شده‌است.